# 库鲁达姆帕拉耶姆
库鲁达姆帕拉耶姆（Kurudampalayam），是印度泰米尔纳德邦Coimbatore县的一个城镇。总人口13129（2001年）。

## 人口
该地2001年总人口13129人，其中男性7096人，女性6033人；0—6岁人口1170人，其中男594人，女576人；识字率75.54%，其中男性为82.24%，女性为67.64%。